# Întâlniri cu OZN-uri

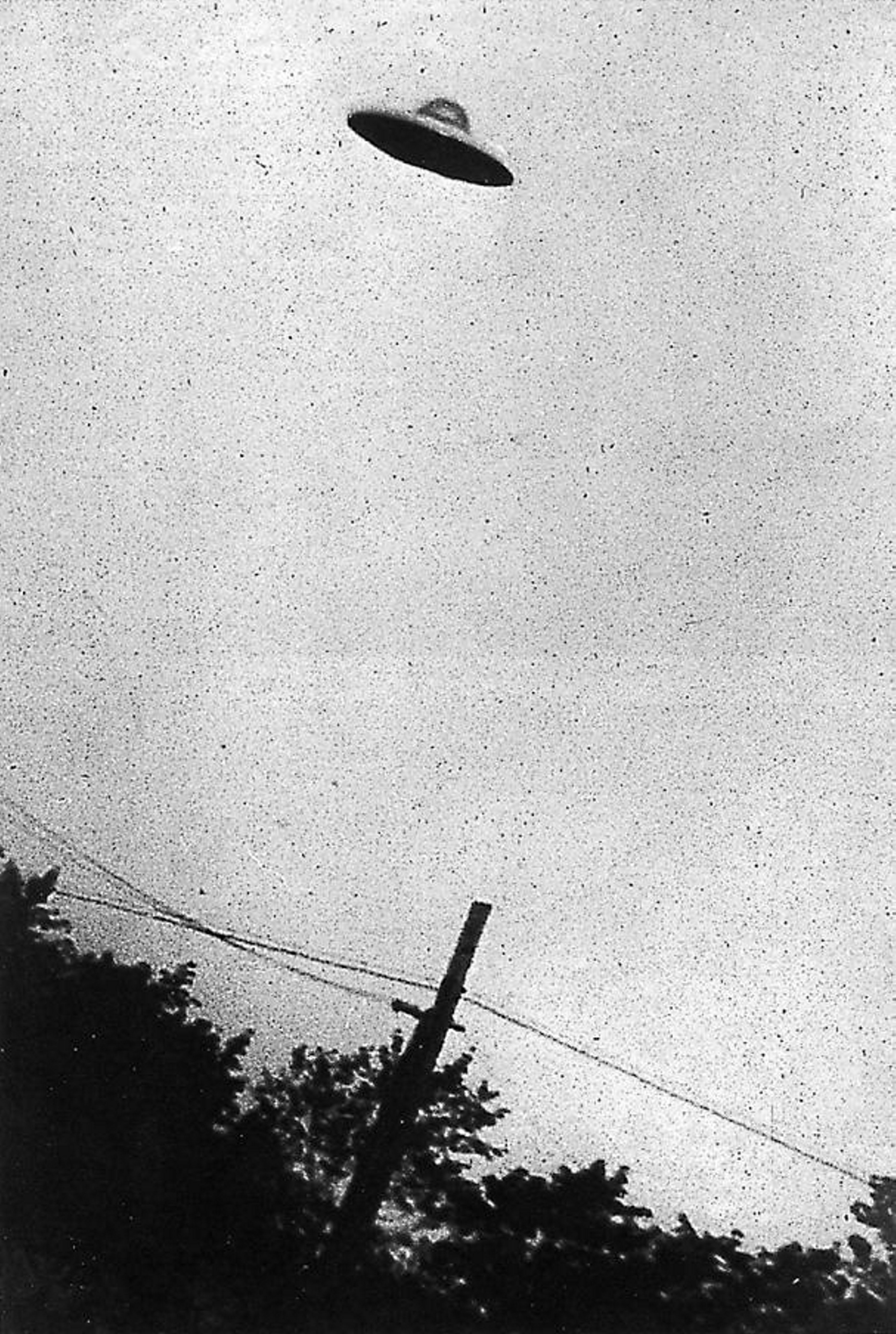
O întâlnire de gradul 1: Disc zburător. Passoria, New Jersey, 1952.

Această terminologie și sistemul de clasificare din spatele ei a fost începută de către astronomul și ufologul J. Allen Hynek, și a fost sugerată pentru prima oară în 1972 în cartea lui Experiența OZN: o investigație științifică. El a introdus primele trei tipuri de întâlniri; mai multe sub-tipuri de întâlniri de aproape cu OZN-uri au fost adăugat mai târziu de către alții cercetători, dar aceste categorii nu sunt universal acceptate de către ufologi, în principal, deoarece acestea se îndepărteze de rigoarea științifică pe care Hynek a încercat să o introducă în ufologie.
Întâlnirile cu OZN-uri sunt de mai multe tipuri:
- întâlnire de gradul 1 - dacă un OZN este la o distanță mai mică de 150 metri
- întâlnire de gradul al 2-lea - observațiile sub 150 de metri, distanță mai mică de 150 metri și obiectele lasă urme detectabile (pe sol, pe plante, asupra oamenilor, în aparatura electronică)
- întâlnire de gradul al 3-lea - dacă apar și ocupanții obiectelor zburătoare
- întâlnire de gradul al 4-lea - în care apar și răpiri de oameni

## Gradul 1
- discuri zburătoare
- lumini
- obiecte zburătoare care n-au atribute ale tehnologiei umane

## Gradul al 2-lea
Conține observațiile asupra unui OZN și efectele conexe fizice datorate lui și anume: 
- Căldură sau radiații
- Distrugerea terenului
- Cercuri din culturi
- Paralizia omului (Catalepsie)
- Animale înspăimântate
- Interferențe cu motoare sau cu recepția TV sau radio
- Timpul pierdut: deficite de memorie asociate cu o întâlnire OZN [3]

## Gradul al 3-lea
Presupune o observare a ceea ce Hynek numește ființe animate observate în asociere cu un OZN. Hynek a ales în mod deliberat oarecum vag termenul de ființe animate pentru a descrie lucrurile mișcătoare asociate cu OZN-uri, fără a face orice presupuneri nefondate în ceea ce privește originea ființelor sau natura acestora naturală sau artificială. Hynek nu a considerat necesar să afirme că aceste ființe sunt extratereștri sau străini. În plus, Hynek și-a exprimat în continuare o nemulțumire față de astfel de rapoarte, dar simțea o obligație științifică pentru a le include, cel puțin, deoarece ele reprezentau o minoritate considerabilă a întâlnirilor cu OZN-urile.

### Subcategorii Bloecher
Ufologul Ted Bloecher a propus șapte subtipuri pentru întâlnirile de gradul al 3-lea din clasificarea lui Hynek. 
A: O entitate este observată numai în interiorul OZN-ului 
B: O entitate este observată în interiorul și în afara OZN-ului
C: O entitate se observă în apropierea unui OZN, dar care nu merge în sau în afara acestuia.
D: O entitate este observată. OZN-urile nu sunt văzute de observator, dar apariția unor OZN-uri au fost raportate în zona în aproximativ același timp
E: O entitate este observată. Dar nu se observă OZN-uri și nici apariția unor OZN-uri nu a fost raportată în zona în aceași perioadă 
F: Nicio entitate sau OZN-uri nu se observă, dar subiectul experimentează un fel de comunicare inteligentă

## Gradul al 4-lea
Un om este răpit de un OZN sau de ocupanții săi. Acest tip nu a fost inclus în clasificarea întâlniri apropiate cu OZN-uri a lui Hynek.
Jacques Vallee, un fost colaborator al lui Hynek, a susținut că o întâlnire cu OZN-uri de gradul al 4-lea ar trebui să fie descrisă ca fiind cazurile în care martorii au cunoscut o transformare a sentimentului lor de realitate, astfel încât să includă, de asemenea, nu numai răpirile, dar și visurile halucinante asociate cu întâlnirile cu OZN-uri .
În ficțiune: Al patrulea gen (2009)

## Gradul al 5-lea
Steven M. Greer a inventat termenul de "întâlnirea de gradul al cincilea". Aceste pretinse întâlniri sunt evenimente comune, bilaterale, de contact, prin produse de comunicare conștientă, voluntară și proactivă umană de inițiere sau de cooperare cu inteligențele extraterestre.

## Gradul al 6-lea
Moartea relatată cu un om sau o altă ființă. (Găsirea unui anumit cadavru, uman sau de extraterestru)

## Gradul al 7-lea
Crearea unui nou Hibrid din reproducere sexuală.